# Haudonville
Haudonville ist eine französische Gemeinde im Département Meurthe-et-Moselle in der Verwaltungsregion Grand Est. Sie gehört zum Kanton Lunéville-2 im Arrondissement Lunéville. Nachbargemeinden sind Xermaménil und Hériménil im Norden, Fraimbois im Nordosten, Gerbéviller im Südosten, Moriviller im Südwesten, Franconville im Westen und Lamath im Nordwesten.

## Bevölkerungsentwicklung

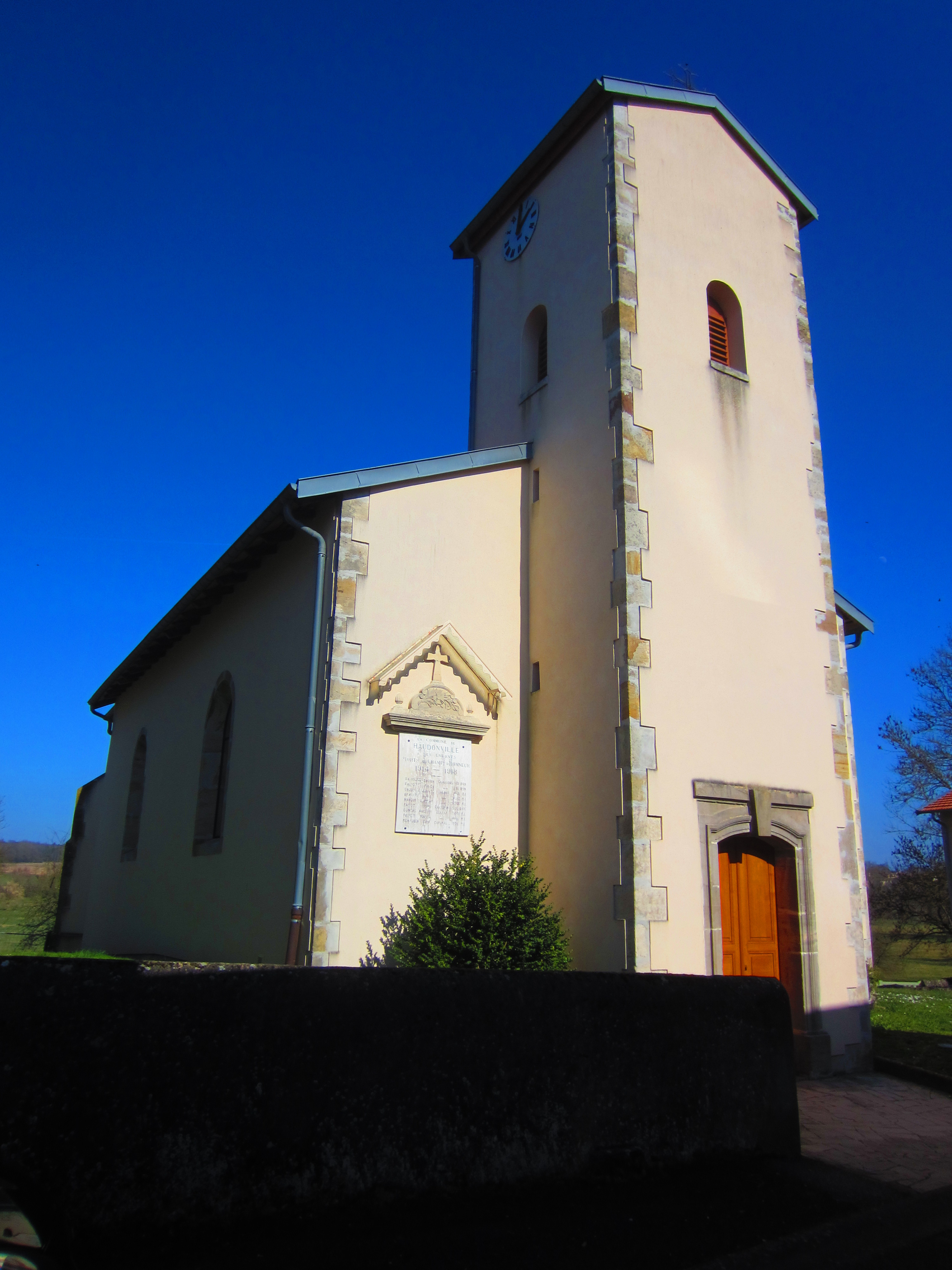
Himmelfahrts-Kirche

| Jahr      | 1962 | 1968 | 1975 | 1982 | 1990 | 1999 | 2008 | 2019 |
| --------- | ---- | ---- | ---- | ---- | ---- | ---- | ---- | ---- |
| Einwohner | 102  | 107  | 94   | 94   | 93   | 80   | 90   | 85   |